# 传感器
传感器（英語：Sensor）是用於偵測環境中所生事件或變化，並將此訊息傳送出至其他電子設備（如中央處理器）的裝置，通常由感測元件和转换元件组成。

## 相关概念
- 一个传感器的输入对输出的影响称为传感系数或灵敏度（sensitivity）。例如，一个水银温度计，每当温度上升1 °C时，水银柱上升1cm，则这个水银温度计的传感系数为1 cm/°C。
- 当一个传感器的输入和输出完全成线性关系的时候，这个传感器就是一个理想传感器。同时，理想传感器还应该遵守以下原则：

1. 只受被测因素的影响；
2. 不受其他因素的影响；
3. 传感器本身不会影响被测因素。

传感器是一种物理装置或生物器官，能够探测、感受外界的信号、物理条件（如光、热、湿度）或化学组成（如烟雾），并将探知的信息传递给其他装置。“传感器”在新韦式大词典中定义为：“从一个系统接受功率，通常以另一种形式将功率送到第二个系统中的器件”。根据这个定义，传感器的作用是将一种能量转换成另一种能量形式，所以不少学者也用“换能器－Transducer”来称谓“传感器－Sensor”。

## 分類
按工作原理分类
- 电阻式传感器
- 电容式传感器
- 电感式传感器
- 压电传感器
- 热电传感器
- 阻抗式传感器
- 磁电式传感器
- 光电式传感器
- 谐振式传感器
- 超声波传感器
- 同位素传感器
- 电化学传感器
- 微波传感器

按技术分类
超声波传感器、温度传感器、湿度传感器、气体传感器、压力传感器、加速度传感器、紫外线传感器、磁敏传感器、磁阻传感器、图像传感器、电量传感器、位移传感器
按应用分类
压力传感器、温度传感器、湿度传感器、pH传感器、流量传感器、液位传感器、超声波传感器、浸水传感器、照度传感器、差压变送器、加速度传感器、位移传感器、称重传感器、测距传感器
電子式感測器
- IR 紅外線近接/測距
- 循線循跡 Sensor
- 超音波距離檢測
- 雷射區域距離測量儀
- 室內定位系統
- 碰撞感測器
- 緊急/保護 帶狀開關
- 可撓曲感測器
- 壓力感測器
- 溫溼度感測器
- 表面溫度量測器
- 數位電子羅盤（方向）
- GPS衛星定位模組
- 計數&PWM產生器
- 陀螺儀與加速度計
- 傾斜儀與定向計
- Piezo 壓電震動感測器
- RFID Reader模組
- PIR 物體移動檢知
- TSL230光To頻率
- 霍尔效应传感器
- 氣體偵測器

## 传感器的特性
传感器的输入-输出特性分为静态特性和动态特性。

### 静态特性
传感器的静态特性是通过静态标定或静态校准的过程获得的，主要指标有线性度、迟滞、重复性、灵敏度与灵敏度误差、分辨率与阈值、稳定性、温度稳定性、多种抗干扰能力、静态误差。

#### 静态灵敏度
静态灵敏度是指传感器被测量的单位变化量引起的输出变化量，其定义为 {\displaystyle S=\lim _{\Delta x\to 0}\left({\frac {\Delta y}{\Delta x}}\right)={\frac {\mathrm {d} y}{\mathrm {~d} x}}}。

#### 线性度
由于种种原因传感器实测的输入/输出关系并不是一条直线，因此传感器实际的静态特性的校准特性曲线与某一参考直线不吻合程度的最大值就是线性度（英語：linearity），计算方法为
{\displaystyle {\begin{array}{c}\xi _{\mathrm {L} }={\frac {\left|\left(\Delta y_{\mathrm {L} }\right)_{\max }\right|}{y_{\mathrm {FS} }}}\times 100\%\\\left(\Delta y_{\mathrm {L} }\right)_{\max }=\max \left|\Delta y_{i,\mathrm {~L} }\right|,\quad i=1,2,\cdots ,n\\\Delta y_{i,\mathrm {~L} }={\bar {y}}_{i}-y_{i}\end{array}}}

#### 迟滞
由于传感器机械部分的摩擦和间隙、敏感结构材料等的缺陷及磁性材料的磁滞等，传感器同一个输入量对应的正、反行程的输出不一致，这一现象就是迟滞(hysteresis)。迟滞指标是正反行程相差最大的值。

#### 拟合方法
常用拟合方法有：理论拟合、过零旋转拟合、端点拟合、端的平移拟合、最小二乘法拟合。

### 传感器的动态特性
动态响应特性一般并不能直接给出其微分方程，而是通过实验给出传感器与阶跃响应曲线和幅频特性曲线上的某些特征值来表示仪器的动态响应特性。

## 参看
- 换能器
- 控制论
- 軟感測器